# Michaił Sarafow
Michaił Konstantinow Sarafow (bułg. Михаил Константинов Сарафов; ur. 26 lutego 1854 w Tyrnowie, zm. 13 grudnia 1924 w Sofii) – bułgarski polityk i dyplomata, działacz Partii Liberalnej, minister finansów (1883-1884, 1902–1903), minister spraw wewnętrznych (1902–1903), minister edukacji (1880-1881), deputowany do Zwyczajnego Zgromadzenia Narodowego 4. (1884-1886), 10. (1899–1900), 11. (1901–1902), 12. (1902–1903) kadencji, brat generała Iwana Sarafowa.

## Życiorys
Uczył się w Tyrnowie, a następnie w Zagrzebiu, gdzie w 1875 ukończył gimnazjum. Działał w bułgarskim komitecie rewolucyjnym w Bukareszcie, a następnie w Wielkim Tyrnowie. Uczestniczył w powstaniu starozagorskim (1875) i w powstaniu kwietniowym (1876), za co został aresztowany. Po uwolnieniu wyjechał za granicę i odbył studia uniwersyteckie w Monachium i w Paryżu, gdzie kształcił się w zakresie ekonomii politycznej. W 1880 objął kierownictwo resortu oświaty w rządzie Petko Karawełowa. W latach 1881–1883 kierował Biurem Statystycznym, utworzonym przy ministerstwie finansów, organizując pierwszy spis ludności w Bułgarii. W 1884 objął stanowisko ministra finansów w rządzie Dragana Cankowa. W latach 1893–1896 przebywał w Salonikach, gdzie kierował bułgarskim liceum. Po powrocie do kraju pełnił funkcję zastępcy dyrektora towarzystwa ubezpieczeniowego, by w 1902 objąć stanowisko ministra spraw wewnętrznych i ministra finansów. Po dymisji w maju 1903 poświęcił się karierze dyplomatycznej. Reprezentował Bułgarię w Wiedniu (1904-1909), w Stambule (1909-1913) i w Salonikach (1913). W 1919 był członkiem delegacji bułgarskiej negocjującej traktat z Neuilly-sur-Seine.
W 1894 został wybrany członkiem Bułgarskiego Towarzystwa Literackiego (późniejszej Bułgarskiej Akademii Nauk). Imię Sarafowa nosi ulica w Sofii.

## Dzieła
- 1894: Бюджетите през десетилетието 1879-1888
- 1894: Населението в Княжество България по трите пьрви преброявания